# Bedřiška Synková

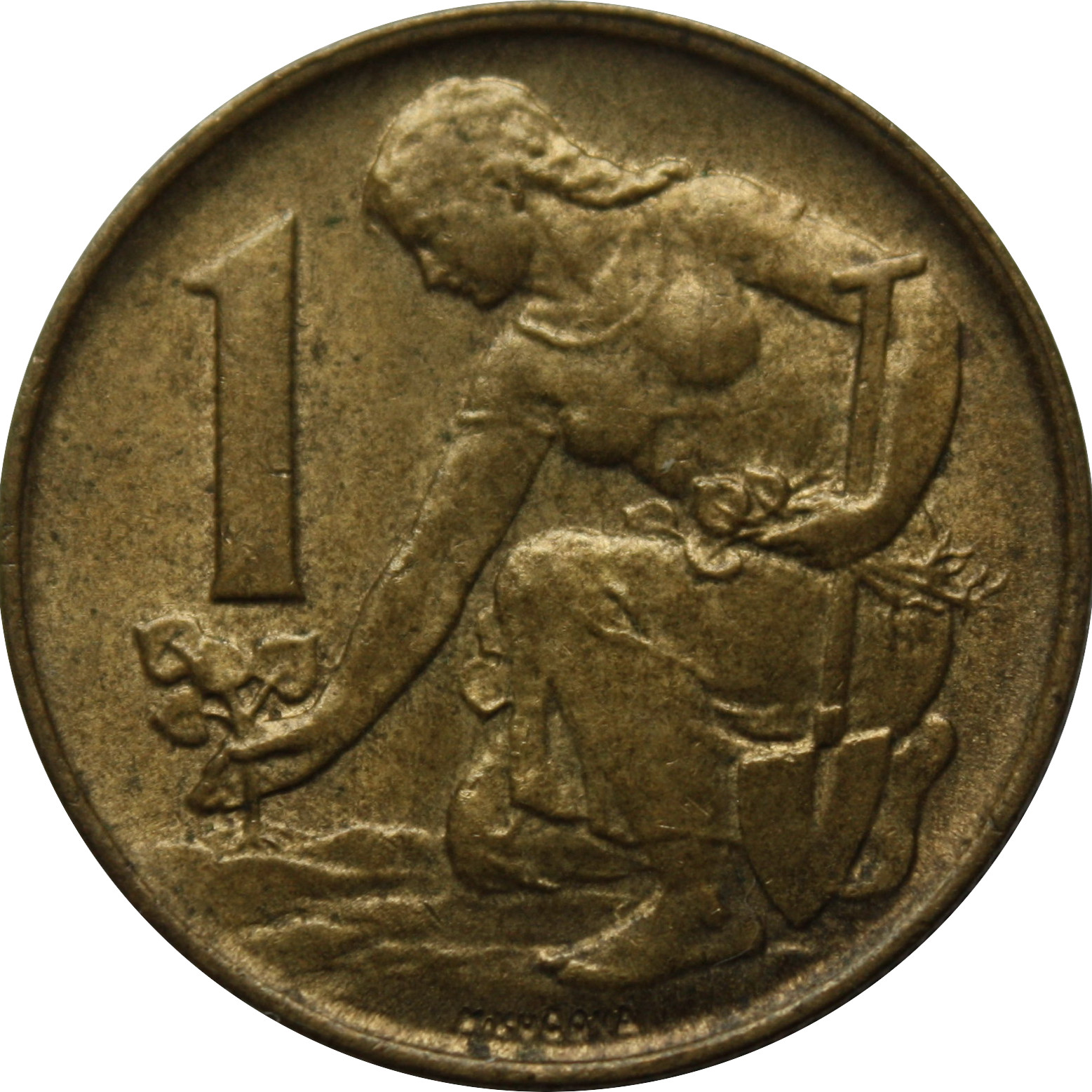
Rubová strana československé jednokorunové mince s portrétem Bedřišky Synkové.

Bedřiška Synková (provdaná Hoffmannová, skautskou přezdívkou Bejbina; * 7. března 1935) je česká skautka, odsouzená v roce 1954 pro velezradu, protože ilegálně vedla skautský oddíl v Praze-Radlicích. Její portrét se díky sochařce Marii Uchytilové dostal na rubovou stranu československé jednokorunové mince, která platila od 2. září 1957 do 30. září 1993. V roce 1968 emigrovala tehdy již vdaná Bedřiška Hoffmannová se svým manželem Evženem a jednoročním synem do Švýcarska. Po odchodu do emigrace si nechává říkat Frederike, nicméně od roku 2021 opět trvale žije v Česku.

## Odraz v kultuře
V Praze v Divadle pod Palmovkou se uskutečnila dne 12. února 2016 světová premiéra divadelní hry Tomáše Dianišky Mlčení bobříků. Jednalo se o pokus zpracovat příběh politické vězeňkyně z 50. let dvacátého století – skautky Bedřišky Synkové – formou béčkového hororu (ve stylu South Parku). Proces se Synkovu a geniální lest sochařky Marie Uchytilové posloužil autoru Tomáši Dianiškovi jako hrubá dějová osnova celé divadelní hry.